# Lithophyllon repanda
Espèce
Statut CITES
Lithophyllon repanda est une espèce de coraux appartenant à la famille des Fungiidae.